# Shin Tae-yong
Shin Tae-yong (kor. 신태용; ur. 30 maja 1970 w Yeongdeok) – południowokoreański piłkarz i trener, grający na pozycji pomocnika.

## Kariera klubowa
Shin po ukończeniu Yeungnam University w 1991, dołączył do zespołu Seongnam. Wraz z zespołem sześć razy wygrał K League 1 w sezonach 1993, 1994, 1995, 2001, 2002, 2003. Zdobył także Puchar Korei Południowej w 1999, a dwukrotnie w latach 1997 i 2000 zagrał w finale tych rozgrywek. 
Shin wygrał trzykrotnie Puchar Ligi w latach 1992, 2002, 2004 oraz Superpuchar Korei Południowej w 2002. Seongnam z Shinem w składzie odnosiło także sukcesy na arenie międzynarodowej. Zdobyło Azjatycką Ligę Mistrzów oraz Superpuchar Azji w 1996. Dwa razy Seongnam zagrało także w finale Azjatyckiej Ligi Mistrzów w sezonach 1996/1997 i 2004, jednak bez końcowego sukcesu.
Mógł zostać zawodnikiem jednego klubu, dla którego w 296 spotkaniach strzelił 76 bramek. Opuścił jednak Seongnam i wyjechał do Australii do zespołu w Queensland Roar, grającego w A-League. Shin przeszedł na emeryturę we wrześniu 2005 z powodu utrzymującego się problemu z kostką, który wymagał operacji. 
| Sezon   | Klub            | Kraj             | Rozgrywki  | Mecze | Bramki |
| ------- | --------------- | ---------------- | ---------- | ----- | ------ |
| 1992    | Seongnam        | Korea Południowa | K League 1 | 18    | 7      |
| 1993    | Seongnam        | Korea Południowa | K League 1 | 28    | 5      |
| 1994    | Seongnam        | Korea Południowa | K League 1 | 23    | 7      |
| 1995    | Seongnam        | Korea Południowa | K League 1 | 26    | 6      |
| 1996    | Seongnam        | Korea Południowa | K League 1 | 24    | 18     |
| 1997    | Seongnam        | Korea Południowa | K League 1 | 7     | 0      |
| 1998    | Seongnam        | Korea Południowa | K League 1 | 7     | 1      |
| 1999    | Seongnam        | Korea Południowa | K League 1 | 25    | 4      |
| 2000    | Seongnam        | Korea Południowa | K League 1 | 27    | 7      |
| 2001    | Seongnam        | Korea Południowa | K League 1 | 27    | 5      |
| 2002    | Seongnam        | Korea Południowa | K League 1 | 26    | 4      |
| 2003    | Seongnam        | Korea Południowa | K League 1 | 38    | 8      |
| 2004    | Seongnam        | Korea Południowa | K League 1 | 20    | 4      |
| 2005/06 | Queensland Roar | Australia        | A-League   | 1     | 0      |

## Kariera reprezentacyjna
Shin karierę reprezentacyjną rozpoczął 21 października 1992 w meczu przeciwko reprezentacji Zjednoczonych Emiratów Arabskich, zremisowanym 0:0.
W 1996 otrzymał od trenera Park Jong-hwana powołanie na Puchar Azji. Na turnieju zagrał w trzech meczach grupowych ze Zjednoczonymi Emiratami Arabskimi, Indonezją i Iranem (bramka).
Po raz ostatni w reprezentacji zagrał 21 maja 1997 w meczu przeciwko Japonii, zakończonym remisem 1:1. Łącznie Shin w latach 1992–1997 wystąpił w 23 spotkaniach, w których strzelił trzy bramki.
| Mecze i gole w reprezentacji | Mecze i gole w reprezentacji | Mecze i gole w reprezentacji | Mecze i gole w reprezentacji | Mecze i gole w reprezentacji | Mecze i gole w reprezentacji | Mecze i gole w reprezentacji |
| #                            | Data                         | Miasto                       | Przeciwnik                   | Gol                          | Wynik                        | Rozgrywki                    |
| ---------------------------- | ---------------------------- | ---------------------------- | ---------------------------- | ---------------------------- | ---------------------------- | ---------------------------- |
| 1.                           | 21.10.1992                   | Anyang                       | Zjednoczone Emiraty Arabskie |                              | 0:0                          | towarzyski                   |
| 2.                           | 09.03.1993                   | Coquitlam                    | Kanada                       |                              | 2:0                          | towarzyski                   |
| 3.                           | 11.03.1993                   | Victoria                     | Kanada                       |                              | 0:2                          | towarzyski                   |
| 4.                           | 01.05.1994                   | Seul                         | Kamerun                      |                              | 2:2                          | towarzyski                   |
| 5.                           | 03.05.1994                   | Changwon                     | Kamerun                      |                              | 2:1                          | towarzyski                   |
| 6.                           | 05.06.1995                   | Suwon                        | Kostaryka                    |                              | 1:0                          | towarzyski                   |
| 7.                           | 10.06.1995                   | Seul                         | Zambia                       |                              | 2:3                          | towarzyski                   |
| 8.                           | 12.08.1995                   | Suwon                        | Brazylia                     |                              | 0:1                          | towarzyski                   |
| 9.                           | 13.03.1996                   | Zagrzeb                      | Chorwacja                    |                              | 0:3                          | towarzyski                   |
| 10.                          | 19.03.1996                   | Dubaj                        | Zjednoczone Emiraty Arabskie |                              | 2:3                          | towarzyski                   |
| 11.                          | 23.03.1996                   | Dubaj                        | Maroko                       |                              | 2:2                          | towarzyski                   |
| 12.                          | 25.03.1996                   | Dubaj                        | Egipt                        |                              | 1:1                          | towarzyski                   |
| 13.                          | 30.04.1996                   | Tel Awiw                     | Izrael                       | Gol                          | 5:4                          | towarzyski                   |
| 14.                          | 16.05.1996                   | Seul                         | Szwecja                      |                              | 0:2                          | towarzyski                   |
| 15.                          | 11.08.1996                   | Ho Chi Minh                  | Wietnam                      | Gol                          | 4:0                          | El. Pucharu Azji 1996        |
| 16.                          | 25.09.1996                   | Seul                         | Chiny                        |                              | 3:1                          | towarzyski                   |
| 17.                          | 23.11.1996                   | Suwon                        | Kolumbia                     |                              | 4:1                          | towarzyski                   |
| 18.                          | 26.11.1996                   | Guangzhou                    | Chiny                        |                              | 3:2                          | towarzyski                   |
| 19.                          | 04.12.1996                   | Abu Zabi                     | Zjednoczone Emiraty Arabskie |                              | 1:1                          | Puchar Azji 1996             |
| 20.                          | 07.12.1996                   | Abu Zabi                     | Indonezja                    |                              | 4:2                          | Puchar Azji 1996             |
| 21.                          | 16.12.1996                   | Dubaj                        | Iran                         | Gol                          | 2:6                          | Puchar Azji 1996             |
| 22.                          | 23.04.1997                   | Pekin                        | Chiny                        |                              | 2:0                          | towarzyski                   |
| 23.                          | 21.05.1997                   | Tokio                        | Japonia                      |                              | 1:1                          | towarzyski                   |

## Kariera trenerska
Po zakończeniu kariery piłkarskiej od 2005 do 2008 pełnił funkcję asystenta trenera w zespole Queensland Roar. W 2009 Shin został tymczasowym menadżerem Seongnam, prowadząc drużynę do drugiego miejsca zarówno K1 League. W przyszłym roku podpisał stały kontrakt i od razu przyniósł sukces, wygrywając Ligę Mistrzów AFC w 2010 i Puchar Korei Południowej w 2011. Został pierwszym człowiekiem, który wygrał Ligę Mistrzów AFC zarówno jako zawodnik, jak i menadżer.
W sierpniu 2014 został asystentem trenera reprezentacji Korei Południowej. Shin w tym samym czasie zarządzał także reprezentacją Korei Południowej do lat 23 i brał udział w Letnich Igrzyskach Olimpijskich 2016. Korea Południowa wygrała swoją grupę, zdobywając 7 punktów przeciwko Niemcom, Meksykowi i Fidżi, ale niespodziewanie została wyeliminowana w ćwierćfinale przez Honduras.
W dniu 22 listopada 2016 Shin został mianowany menadżerem reprezentacji Korei Południowej do lat 20 w celu przygotowania się do Mistrzostw Świata FIFA do lat 20 na własnym terenie. Na mundialu Korea Południowa zajęła drugie miejsce w swojej grupie z 6 punktami i awansowała do fazy pucharowej, ale przegrała z Portugalią w 1/8 finału.
4 lipca 2017 Shin został menadżerem drużyny seniorów. Poprowadził drużynę narodową na Mistrzostwach Świata 2018. W tej samej grupie zostali wylosowani ze Szwecją, Meksykiem i obrońcami tytułu Niemcami. Korea Południowa przegrała 0:1 ze Szwecją i 1:2 z Meksykiem, ale pokonała Niemcy 2:0.
28 grudnia 2019 został selekcjonerem reprezentacji Indonezji. W czerwcu 2022 poprowadził Indonezję do zakwalifikowania się do Pucharu Azji 2023.
Indonezja w pierwszym meczu turnieju zmierzyła się z Irakiem, przegrywając 1:3. W drugim meczu Indonezja zmierzyła się z Wietnamem, rywalem z Azji Południowo-Wschodniej i pokonała ich 1:0. W ostatnim meczu fazy grupowej Indonezja przegrała 1:3 z najwyżej notowaną azjatycką drużyną, Japonią.
Pomimo dwóch porażek w fazie grupowej Indonezji udało się awansować do 1/8 finału. Indonezja zmierzyła się w tej rundzie z Australią, przegrywając mecz 0:4.

## Sukcesy

### Zawodnik
Seongnam
- Mistrzostwo K League 1 (6): 1993, 1994, 1995, 2001, 2002, 2003
- Puchar Korei Południowej (1): 1999
- Finał Pucharu Korei Południowej (2): 1997, 2000
- Puchar Ligi (3): 1992, 2002, 2004,
- Finał Pucharu Ligi (2): 1995, 2000
- Superpuchar Korei Południowej (1): 2002
- Finał Superpucharu Korei Południowej (2): 2000, 2004
- Azjatycka Liga Mistrzów (1): 1996
- Finał Azjatyckiej Ligi Mistrzów (2): 1996/1997, 2004
- Superpuchar Azji (1): 1996

### Trener
Seongnam
- Azjatycka Liga Mistrzów (1): 2010
- Puchar Korei Południowej (1): 2011

Korea Południowa U-23
- Finał Pucharu Azji U-23 (1): 2016

Korea Południowa
- Puchar Azji Wschodniej (1): 2017

Indonezja
- Finał Pucharu ASEAN (1): 2020